# جيرارد ليتشمان
جيرارد إفيلين ليتشمان (Gerard Evelyn Leachman) ولد عام 1880 وتوفي في 12 أغسطس 1920 قتل خلال ثورة العشرين على يد الشيخ ضاري بن محمود وأولاده.وهو ضابط بريطاني وضابط المخابرات الذي سافر كثيرا في البلاد العربية. كولونيل جيرار ايفلين سي آي إي Leachman.
وقد خدم في فوج ساسكس الملكي وخدم في الهند وفي حرب البوير. وقضى معظم حياته المهنية كضابط في العراق، حيث كان له دور فعال في تهدئة القبائل المتحاربة لتحقيق الاستقرار في البلد بعد احتلاله خلال الحرب العالمية الأولى. أيضا بعث عدة مرات إلى المملكة العربية السعودية، حيث اتصل بالملك عبد العزيز آل سعود نيابة عن الحكومة البريطانية. سافر هناك باعتباره عضوا في الجمعية الجغرافية الملكية، ولكن كان في الواقع عميلا للمخابرات البريطانية.
ملامحه الداكنة الشرق أوسطية السامية ومهارة في ركوب الجمال جعلته قادراً على التخفي وسط البدو والسفر كثيرا.
وكان ليجمن ضمن أول بعثة رئيسية في جنوب شبه الجزيرة العربية في عام 1909، وخلالها كان متورطا في معركة شرسة بين قبائل عنزة وقبائل شمر قرب حائل. وقد حصل على ميدالية ماكجريجور للاستكشافات عام 1910. في عام 1912 طلب ليجمن رحلة الثانية مع نية لعبور صحراء الربع الخالي، ولكن تم رفض الإذن من قبل الملك عبد العزيز آل سعود عندما وصل إلى الرياض ولذا فهو قد ذهب بدلا من ذلك إلى الأحساء. وكان أول بريطاني يتم استقباله من قبل الملك عبد العزيز آل سعود.
في كانون الأول / ديسمبر 1915، أثناء حصار الكوت، أمر الضابط البريطاني تشارلز توونشند قائد اللواء، أمر ليجمن بانقاذ وحدة الفرسان البريطانية للهروب ووالتوجه نحو الجنوب. وقد قام بفعل ذلك وكانت وحدة الفرسان البريطانية الوحيدة التي استطاعت الهرب قبل استعادة المدينة من قبل العثمانيين.
وكان ليجمن قريبا من جيرترود بيل صديق فهد بك وحارب مع قبيلة المنتفق. بعد الحرب، عين الحاكم العسكري الأول لكردستان. وقد اغتاله الشيخ ضاري بن محمود وهو زعيم عشائري قرب الفلوجة في 12 أغسطس 1920.
وقد مثل أوليفر ريد في فيلم المسالة الكبرى، وهو فيلم تم إنتاجه عام 1983 بتمويل من صدام حسين، وقد رشح للجائزة الذهبية في مهرجان موسكو 1983 السينمائي الدولي.